# Charles Wyndham, II conde de Egremont
Charles Wyndham, 2nd Earl of Egremont (19 de agosto de 1710-21 de agosto de 1763), fue un noble y político inglés.

## Orígenes
Era el hijo mayor de Sir Sir William Wyndham (c.1688-1740) de Orchard Wyndham, Somerset, Secretario de Guerra en 1712, Canciller de la Hacienda en 1713 y líder del partido Tory en la Cámara de los Comunes durante el reinado de Jorge I (1714-1727) y  los primeros años del de Jorge II (1727-1760). Su madre era Catherine Seymour, hijo del VI duque de Somerset, caballero de la orden de la Jarretera, y hermana de Algernon Seymour, VII duque de Somerset (1684-1750),  nombrado en 1749  conde de Egremont y barón Cockermouth, con una cláusula de sucesión especial a favor del propio Charles Wyndham (1710-1763).

## Inheritance
En 1740, heredó las propiedades de su padre y el título de baronet; diez años más tarde, heredó de su tío el conde de Egremont y las tierras vinculantes, entre las se incluían el castillo de Egremont, Cumbria, el castillo de Leconfield, Yorkshire y Petworth House, Sussex (reconstruido por el IV duque).), realmente pertenecía a la familia Percy y fue el VII duque quien lo heredó de su madre, Elizabeth Percy, hija y heredera de Joceline Percy, XI conde de Northumberland. Su hermano menor era Percy Wyndham-O'Brien, I conde de Thomond, al que se le creó su título tras heredar de su tío Henry O'Brien, VIII conde de Thomond (1688-1741), viudo de Elizabeth Seymour.

## Carrera política
Wyndham fue miembro del Parlamento Británico por  Bridgwater, Somerset, desde 1734 hasta 1741, por Appleby, Cumberland, hasta 1747, y Taunton, Somerset, hasta 1750.

### Guerra de los Siete Años
En octubre de 1761, se le nombró Secretario de Estado del Departamento del Sur, sucediendo a William Pitt, I conde de Chatham. Durante su mandato, en cual actuó junto a su cuñado George Grenville, se basó principalmente en la declaración de la guerra a España y las negociaciones de paz con España y Francia.; también se implicó en el procedimiento contra John Wilkes. Fue Lord Teniente de Cumberland (1751-1763) y Sussex (1762-1763).

## Matrimonio e hijos
El 12 de marzo de 1750/51, Wyndham se casó con la Honorable Alicia Maria Carpenter, hija de George Carpenter, II barón Carpenter de Killaghy, y Elizabeth Petty. Tuvieron cinco hijos:
- George Wyndham, III conde de Egremont (1751-1837).
- Lady Elizabeth Alicia Maria Wyndham (1752-1826), casada con Henry Herbert, I conde de Carnarvon, con descendencia.
- Lady Frances Wyndham (1755-1795).
- Percy Charles Wyndham (23 de septiembre de 1757-5 de agosto de 1833).
- Charles William Wyndham (8 de octubre de 1760-1 de julio de 1828).